# Cylindera pseudocylindriformis
Cylindera pseudocylindriformis es una especie de escarabajo del género Cylindera, tribu Cicindelini, familia Carabidae. Fue descrita científicamente por W. Horn en 1914.
Se distribuye por China. La especie se mantiene activa durante los meses de mayo y junio.